# Østre Ringvej (Rønne)
 For alternative betydninger, se Østre Ringvej. (Se også artikler, som begynder med Østre Ringvej)
Østre Ringvej  er en to sporet ringvej der går igennem det østlige Rønne. Den er med til at lede trafikken øst om Rønne Centrum, så byen ikke bliver belastet af for meget gennemkørende trafik.
Vejen forbinder Torneværksvej i nord med Åkirkebyvej i syd, og har forbindelse til Smallesund, Snorrebakken. Kaj Mogensens Vej og Sandemandsvej.